# 50 Jahre UdSSR

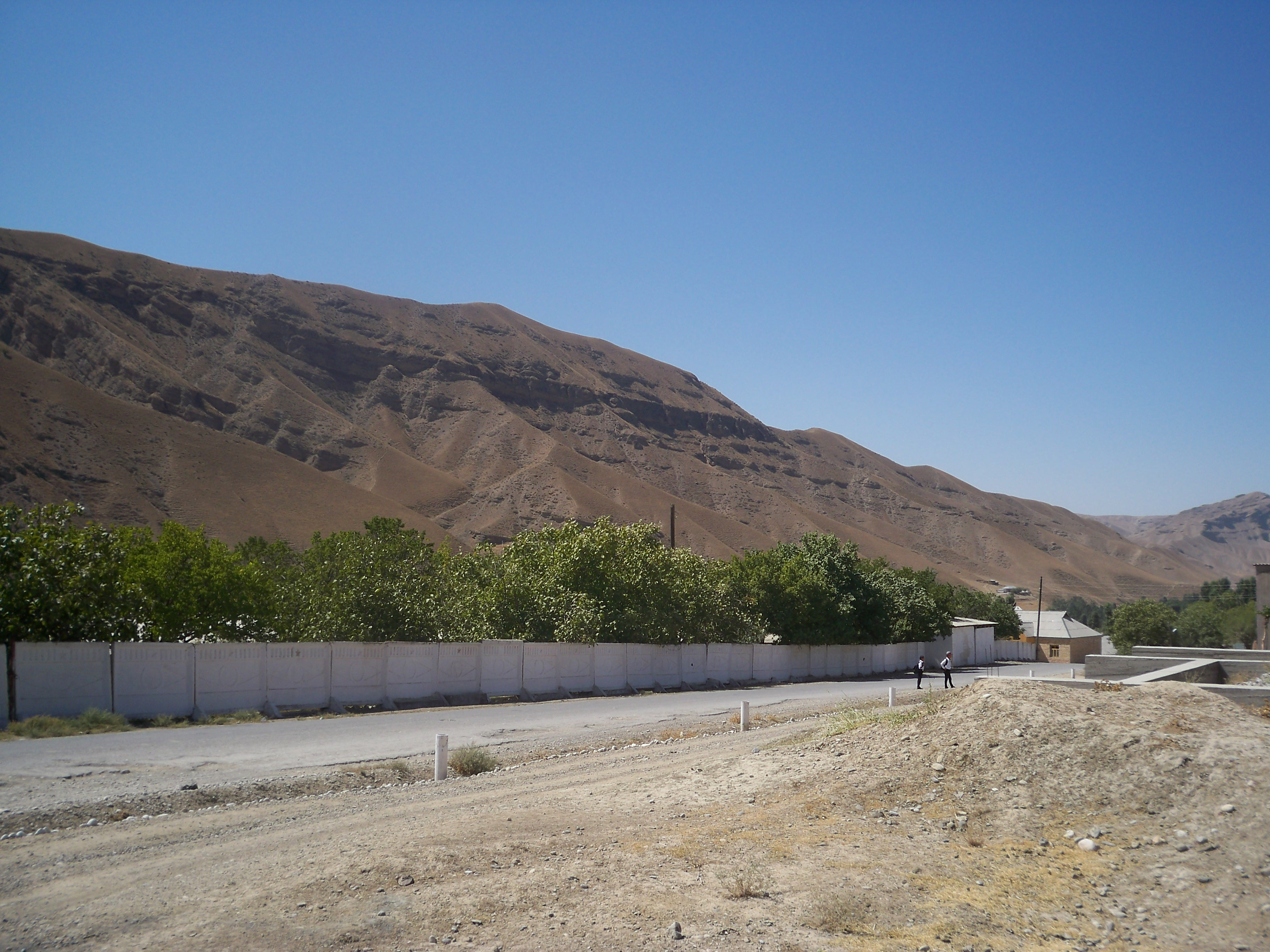
Hauptstraße von Laily, 2014

50 Jahre UdSSR (russisch 50 лет СССР 50 let SSSR; kirgisisch СССРдин 50 жылдыгы SSSRdin 50 dschyldygy; auch Laily kirgisisch Лайли) ist ein Dorf im kirgisischen Rajon Leilek des Oblus Batken mit 700 Einwohnern (Offizielle Schätzung 2021).

## Geographie
Das Dorf liegt im äußersten Südwesten Kirgisistans am Rande des Ferghanatals am rechten Ufer des Chodschabakirgan, flussabwärts von Beschkent. 50 Jahre UdSSR ist Teil der Landgemeinde (ajyl okmutu) Beschkent mit Sitz im Dorf Beschkent.

## Bevölkerung
| Jahr | Einwohner |
| ---- | --------- |
| 2009 | 603       |
| 2021 | 700       |